# Cabeço do Tamusgo
O Cabeço do Tamusgo é uma elevação portuguesa localizada na freguesia da Candelária, no concelho da Madalena,ilha do Pico, arquipélago dos Açores.
Este acidente geológico tem o seu ponto mais elevado a 629 metros de altitude acima do nível do mar e faz parte do alinhamentos vulcano-tectónicos do Cabeço Bravo e do cabeço do Pé do Monte além de fazer parte da formação geológica que se encontra no alinhamento vulcânico do Cabeço do Padre, Cabeço do Tamusgo, Cabeço do Manuel João, Cabeço António da Costa, Cabeço Rodrigues Enes, Cabeço de Cima também denominado Cabeço das Casas e cabeço do Pé do Monte